# Утакмице фудбалске репрезентације Мађарске 1932.
| Домаћин · 1932 | Гост · 1932 |

Фудбалска репрезентација Мађарске је током 1932. године одиграла девет утакмица. Година није била баш успешна: три победе, два ремија, четири пораза. Уз то, за Мађарску репрезентацију је био болан и пораз од 8 : 2 на гостовању против Аустрије у априлу.
Савезни селектори националног тима у овом периоду су били:
- Лајош Мариашо др. 156–163.
- Еден Надаш 164[note 1]

## Утакмице
| Египат | 0 : 0    | Мађарска |
| ------ | -------- | -------- |
|        | Извештај |          |

| [[Фудбалска репрезентација Чехословачке {{{altlink2}}}\|Чехословачка]] | 1 : 3    | Мађарска                                  |
| ---------------------------------------------------------------------- | -------- | ----------------------------------------- |
| Силни 51’                                                              | Извештај | Тураи 64’ · Иштван Заводи 65’ · Толди 71’ |

| Аустрија                                                    | 8 : 2    | Мађарска     |
| ----------------------------------------------------------- | -------- | ------------ |
| Синделар 3’, 13’, 31’ · Шал 33’, 50’, 70’, 73’ · Гшвидл 52’ | Извештај | Чех 14’, 44’ |

| Мађарска         | 1 : 1    | Италија       |
| ---------------- | -------- | ------------- |
| Толди 44’ (пен.) | Извештај | Костантино 4’ |

| Швајцарска                           | 3 : 1    | Мађарска         |
| ------------------------------------ | -------- | ---------------- |
| Канел 47’ · Пасело 64’ · Абеглен 81’ | Извештај | Велер 79’ (а.г.) |

| Мађарска               | 2 : 1    | Чехословачка |
| ---------------------- | -------- | ------------ |
| Толди 78’ · Титкош 81’ | Извештај | Пуч 73’      |

| Мађарска                    | 2 : 3    | Аустрија                                        |
| --------------------------- | -------- | ----------------------------------------------- |
| Калмар 78’ · Карољ Дери 81’ | Извештај | Ференц Боршањи 40’ (аг) · Милер 53’ · Браун 72’ |

| Мађарска                   | 2 : 1    | Немачка          |
| -------------------------- | -------- | ---------------- |
| Карољ Дери 11’ · Тураи 80’ | Извештај | Ричард Малик 71’ |

| Италија                                | 4 : 2    | Мађарска                            |
| -------------------------------------- | -------- | ----------------------------------- |
| Орси 26’, 35’ · Меаца 52’ · Ферари 79’ | Извештај | Бела Бихами 40’ (пен.) · Маркош 86’ |

## Играчи репрезентације
| - Јожеф Тураи - Геза Толди - Ласло Чех - Пал Титкош - Јене Калмар |